# Санкал-Гомпа
Санкал-Гомпа, или Санкар-Гомпa, — буддийский монастырь в 30 минутах ходьбы от центра Леха, Ладакх, северная Индия. Подчиняется Спитук-Гомпе и резиденции настоятеля Спитука, преподобному Кушок Бакуле, который считается верховным ламой Ладакха.

## Описание
Относительно новый и уютный, построен среди деревьев растущих на холме на окраине Леха с подветренной стороны ближе к Кхардунг Ла, (5,359 м), который соединяет Лех с Шайоком и Нубрской долиной.
Только 20 монахов живут здесь, но только несколько находятся здесь постоянно, поэтому для посетителей монастырь открывается на несколько часов утром и вечером. Вечером монастырь становится очень красивым в лучах заходящего солнца, ступени ведут к вратам дукханга ('du khang) или залу собраний. Зелёные барабаны стоят справа от входа, из-за них это место назвали Гьескос. Стены и вход обильно расписаны. Выше Дукар Лхаканг («местопребывание божества») или внутреннее святилище. Там впечатляющая фигура Авалокитешвара (по-тибетски: Ченрезиг) с 1000 руками и 1,000 головами. Стены расписаны изображениями календаря, мандалами и правилами для монахов. По лестнице можно попасть в комнату настоятеля, гостевые комнаты и библиотеку.
Лама из Санкар-Гомпы посещает форт середины 16 века, построенный Таши Намгьялом у Намгьял Цемо, и зажигает масляные лампы в небольших святилищах, откуда Лех открывается как на ладони.